# Bassillon-Vauzé
Bassillon-Vauzé är en kommun i departementet Pyrénées-Atlantiques i regionen Nouvelle-Aquitaine i sydvästra Frankrike. Kommunen ligger i kantonen Lembeye som tillhör arrondissementet Pau. År 2022 hade Bassillon-Vauzé 65 invånare.

## Befolkningsutveckling
Antalet invånare i kommunen Bassillon-Vauzé
| Referens: INSEE |